# Marcos Júnior
Marcos Júnior Lima dos Santos (Gama, 19 gennaio 1993) è un calciatore brasiliano, attaccante del Sanfrecce Hiroshima.

## Carriera

### Club
Dal 2010 gioca nel Fluminense.

### Nazionale
Nel 2013 partecipa con la Nazionale Under-20 di calcio del Brasile al Campionato sudamericano di calcio Under-20 2013, non superando però la prima fase: durante questo torneo ha realizzato una rete contro l'Uruguay.

## Palmarès

### Club

#### Competizioni statali
- Campionato Carioca: 1

Fluminense: 2012

#### Competizioni nazionali
- Campionato brasiliano: 1

Fluminense: 2012
- Primeira Liga (Brasile): 1

Fluminense: 2016
- Campionato giapponese: 2

Yokohama F·Marinos: 2019, 2022
- Supercoppa del Giappone: 2

Yokohama F·Marinos: 2023
Sanfrecce Hiroshima: 2025

### Individuale
- Capocannoniere del campionato giapponese: 1

2019 (15 gol, a pari merito con Teruhito Nakagawa)
- Squadra del campionato giapponese: 1

2019